# 馬克·貝朗格
馬克·亨利·貝朗格（英語：Mark Henry Belanger，1944年6月8日—1998年10月6日），綽號「刀鋒」，為前美國職棒大聯盟的游擊手。生涯曾效力於金鶯與道奇兩隊。
貝朗格生涯以防守見長，一共拿下8座金手套獎。他的防守WAR值可媲美兩大名人堂游擊手奧齊·史密斯和喬·汀克。1983年，他入選金鶯隊名人堂。

## 職業生涯
1965年8月7日，貝朗格登上大聯盟。他從1967年起開始成為球隊的主力游擊手，並在5月14日敲出生涯首轟。貝朗格的防守能力相當出色，但是打擊卻是非常糟糕。1970年，他是打擊率、全壘打和打點的墊底三冠王。他在大聯盟18年更是只打出20轟而已。在生涯超過5000打席的球員中，貝朗格的打擊率僅有2成28，在大聯盟史上排名倒數第三。
貝朗格從1969年到1978年間獲得了8座金手套獎，1976年入選明星賽。雖說打擊能力不佳，但貝朗格卻在1969年美國聯盟冠軍賽首戰開轟。1970年美國聯盟冠軍賽，他的打擊率更是高達3成33。當時他在季後賽累積的出賽數、助殺數、雙殺次數等等都是游擊手紀錄(日後才被奧馬爾·維茲奎爾和德瑞克·基特打破)。
1977年6月3日，貝朗格參與了一次不可思議的三殺守備。皇家隊打者John Wathan在滿壘無人出局時打出右外野飛球遭到接殺，外野手回傳給貝朗格，貝朗格也成功將Freddie Patek夾殺在一二壘之間。這時原本在二壘上的Dave Nelson到了三壘後試圖得分，也被夾殺在三壘和本壘之間。
1981年球季結束後，貝朗格成為自由球員。他在1982年加盟道奇，並在該年球季結束後退休。

## 生涯打擊成績
| 出賽次數 | 打席 | 打數 | 得分 | 安打 | 二安 | 三安 | 全壘打 | 打點 | 盜壘 | 保送 | 三振 | 打擊率 | 上壘率 | 長打率 | OPS  |
| -------- | ---- | ---- | ---- | ---- | ---- | ---- | ------ | ---- | ---- | ---- | ---- | ------ | ------ | ------ | ---- |
| 2016     | 6602 | 5784 | 676  | 1316 | 175  | 33   | 20     | 389  | 167  | 576  | 839  | .228   | .300   | .280   | .580 |

## 晚年
1981年，大聯盟發生罷工事件時，有四名球員作為代表與大聯盟高層談判薪資問題，貝朗格就是其中一位。即便貝朗格退休後，他在過世前仍持續擔任球員工會與大聯盟高層之間的聯絡人。
貝朗格一生有兩段婚姻，他與第一任妻子育有兩個兒子。
貝朗格平時就有抽雪茄的習慣，這也導致他在1990年代末罹患肺癌，最終在54歲時去世。

## 外部連結
- 球員資訊和成績在MLB，ESPN，Baseball-Reference，Fangraphs（英文）
- 馬克·貝朗格在台灣棒球維基館上的頁面（繁體中文）